# Alberto Sordi
Alberto Sordi (Rome, 15 juni 1920 - aldaar, 25 februari 2003) was een Italiaans acteur, filmregisseur en zanger. Hij sprak de Italiaanse stem in van Oliver Hardy in Laurel en Hardy.

## Biografie
Alberto Sordi groeide op in een muzikale familie. Zijn vader speelde mee in de Opera in Rome en hij was zelf koorjongen in de Sixtijnse Kapel.
Zijn eerste filmrol kreeg hij in 1937 in Scipione l'africano en zijn eerste belangrijke film was I tre aquilotti (1942).
Zijn internationale doorbraak kwam door Lo sceicco bianco (1950) en I vitelloni (1954) van Federico Fellini.
In 2002 kondigde hij aan dat hij met pensioen ging, na meer dan 190 films opgenomen te hebben. Hij stierf een jaar later, op 82-jarige leeftijd, aan een hartaanval. Hij was nooit getrouwd.

## Filmografie
- Scipione l'africano (1937)
- Il feroce Saladino (1937)
- La principessa Tarakanova (1938)
- La notte delle beffe (1939)
- Cuori nella tormenta (1940)
- Le signorine della villa accanto (1941)
- Giarabub (1942)
- La signorina (1942))
- I tre aquilotti (1942)
- Casanova farebbe così! (1942)
- Sant'Elena piccola isola (1943)
- Chi l'ha visto? (1943)
- Tre ragazze cercano marito (1944)
- Circo equestre Za-Bum
- L'innocente Casimiro (1945)
- Le miserie del signor Travet (1945)
- Il Passatore (1946)
- Il delitto di Giovanni Episcopo (1947)
- Il vento m'ha cantato una canzone (1947)
- Che tempi! (1948))
- Sotto il sole di Roma (1948)
- Mamma mia, che impressione! (1951)
- Cameriera bella presenza offresi... (1951)
- È arrivato l'accordatore (1952)
- Totò e i re di Roma (1952)
- Lo sceicco bianco (1952)
- I vitelloni (1953)
- Canzoni, canzoni, canzoni (1953)
- Ci troviamo in galleria (1953)
- Due notti con Cleopatra (1953)
- Amori di mezzo secolo (1953)
- Un giorno in pretura (1953)
- Tempi nostri
- Il matrimonio (1954)
- Via Padova 46 (1954)
- Tripoli, bel suol d'amore (1954)
- Gran Varietà (1954)
- L'allegro squadrone (1954)
- Il seduttore (1954)
- Accadde al commissariato (1954)
- Una parigina a Roma (1954)
- Un americano a Roma (1954)
- L'arte di arrangiarsi (1955)
- Il segno di Venere (1955)
- Buonanotte... avvocato! (1955)
- Un eroe dei nostri tempi (1955)
- La bella di Roma (1955)
- Accadde al penitenziario (1955)
- Bravissimo (1955)
- Piccola posta (1955)
- Lo scapolo (1955)
- I pappagalli (1955)
- Guardia, guardia scelta, brigadiere e maresciallo (1956)
- Mio figlio Nerone (1956)
- Mi permette, babbo! (1956)
- Era di venerdì 17 (1956)
- Arrivano i dollari! (1956)
- Souvenir d'Italie (1957)
- Il conte Max (1957)
- A Farewell to Arms (1957)
- Il medico e lo stregone (1957)
- Ladro lui, ladra lei (1957)
- Il marito (1958)
- Fortunella (1958)
- Domenica è sempre domenica (1958)
- Le septième ciel (1958)
- Venezia, la luna e tu (1958)
- Racconti d'estate (1958)
- Nella città l'inferno (1958)
- Oh, que Mambo! (1959)
- Policarpo, ufficiale di scrittura (1959)
- Il moralista (1959)
- I magliari (1959)
- Vacanze d'inverno (1959)
- Costa Azzurra (1959)
- La grande guerra (1959)
- Il vedovo (1959)
- Brevi amori a Palma di Majorca (1959)
- Gastone (1959)
- Tutti a casa (1960)
- Il vigile (1960)
- Crimen (1960)
- The Best of Enemies (1961)
- Il giudizio universale (1961)
- Una vita difficile (1961)
- Il commissario (1962)
- Mafioso (1962)
- Il diavolo (1962)
- Il Boom (1963)
- Il maestro di Vigevano (1963)
- Tentazioni proibite (1963)
- La mia signora (1964)
- Il disco volante (1964)
- I tre volti (1964)
- Those Magnificent Men in their Flying Machines (1965)
- I complessi (1965)
- Thrilling (1965)
- Made in Italy (1965)
- Fumo di Londra (1966)
- I nostri mariti (1966)
- Le fate (1966)
- Scusi, lei è favorevole o contrario? (1966)
- Le streghe (1967)
- Un italiano in America (1967)
- Il medico della mutua (1968)
- Riusciranno i nostri eroi a ritrovare l'amico misteriosamente scomparso in Africa? (1968)
- Amore mio, aiutami (1969)
- Nell'anno del Signore (1969)
- Il Prof. Dott. Guido Tersilli, primario della clinica Villa Celeste, convenzionata con le mutue (1969)
- Contestazione generale (1970)
- Il presidente del Borgorosso Football Club (1970)
- Le coppie (1970)
- Detenuto in attesa di giudizio (1971)
- Bello, onesto, emigrato Australia sposerebbe compaesana illibata (1971)
- Lo scopone scientifico (1972)
- La più bella serata della mia vita (1972)
- Roma (1972)
- Anastasia mio fratello ovvero il presunto capo dell'anonima assassini (1973)
- Polvere di stelle (1973)
- Finché c'è guerra c'è speranza (1974)
- Di che segno sei? (1975)
- Il comune senso del pudore (1976)
- Quelle strane occasioni
- Un borghese piccolo piccolo (1977)
- I nuovi mostri (1977)
- Dove vai in vacanza? (1978
- L'ingorgo (1978)
- Le témoin (1979)
- Il malato immaginario (1979)
- Io e Caterina (1980)
- Il marchese del Grillo (1981)
- Io so che tu sai che io so (1982)
- In viaggio con papà (1982)
- Il tassinaro (1983)
- Bertoldo, Bertoldino e Cacasenno (1984)
- Tutti dentro (1984)
- Sono un fenomeno paranormale (1985)
- Troppo forte (1985)
- Un tassinaro a New York (1987)
- Una botta di vita (1988)
- L'avaro (1989)
- In nome del popolo sovrano (1990)
- Vacanze di Natale '91 (1991)
- Assolto per aver commesso il fatto (1992)
- Nestore, l'ultima corsa (1994)
- Romanzo di un giovane povero (1995)
- Incontri proibiti (1998)